# Puig d'Avall
El puig d'Avall és una muntanya de 451 metres, situada al terme municipal de Maçanet de Cabrenys, a la comarca catalana de l'Alt Empordà.